# العلاقات السورينامية الموزمبيقية
العلاقات السورينامية الموزمبيقية هي العلاقات الثنائية التي تجمع بين سورينام وموزمبيق.

## مقارنة بين البلدين
هذه مقارنة عامة ومرجعية للدولتين:
| وجه المقارنة                                              | سورينام                        | موزمبيق          |
| --------------------------------------------------------- | ------------------------------ | ---------------- |
| المساحة (كم2)                                             | 163.27 ألف                     | 801.59 ألف       |
| عدد السكان (نسمة)                                         | 563.40 ألف                     | 29.67 مليون      |
| الكثافة السكانية (ن./كم²)                                 | 3.45                           | 37.01            |
| العاصمة                                                   | باراماريبو                     | مابوتو           |
| اللغة الرسمية                                             | اللغة الهولندية                | اللغة البرتغالية |
| العملة                                                    | دولار سورينامي، غيلدر سورينامي | متكال موزمبيقي   |
| الناتج المحلي الإجمالي (بليون دولار)                      | 3.32 مليار                     | 12.33 مليار      |
| الناتج المحلي الإجمالي (تعادل القوة الشرائية) بليون دولار | 9.07 مليار                     | 33.35 مليار      |
| الناتج المحلي الإجمالي الاسمي للفرد دولار أمريكي          | 9.48 ألف                       | 529              |
| الناتج المحلي الإجمالي للفرد دولار أمريكي                 | 16.64 ألف                      | 1.13 ألف         |
| مؤشر التنمية البشرية                                      | 0.714                          | 0.416            |
| رمز المكالمات الدولي                                      | +597                           | +258             |
| رمز الإنترنت                                              | .sr                            | .mz              |
| المنطقة الزمنية                                           | 00                             | ت ع م+02:00      |

## منظمات دولية مشتركة
يشترك البلدان في عضوية مجموعة من المنظمات الدولية، منها:
| علم المنظمة | اسم المنظمة                                 | تاريخ انضمام سورينام | تاريخ انضمام موزمبيق |
| ----------- | ------------------------------------------- | -------------------- | -------------------- |
|             | الاتحاد البريدي العالمي                     | ?                    | ?                    |
|             | منظمة حظر الأسلحة الكيميائية                | ?                    | ?                    |
|             | منظمة التجارة العالمية                      | ?                    | ?                    |
|             | الأمم المتحدة                               | 4 ديسمبر 1975        | 16 سبتمبر 1975       |
|             | وكالة ضمان الاستثمار متعدد الأطراف          | 2 يوليو 2003         | 23 نوفمبر 1994       |
|             | منظمة الشرطة الجنائية الدولية               | ?                    | ?                    |
|             | مجموعة دول أفريقيا والكاريبي والمحيط الهادئ | ?                    | ?                    |
|             | مؤسسة التمويل الدولية                       | 1 سبتمبر 2011        | 24 سبتمبر 1984       |
|             | الاتحاد الدولي للاتصالات                    | 15 يوليو 1976        | 4 نوفمبر 1975        |
|             | المنظمة الهيدروغرافية الدولية               | ?                    | ?                    |
|             | البنك الدولي للإنشاء والتعمير               | 27 يونيو 1978        | 24 سبتمبر 1984       |
|             | منظمة التعاون الإسلامي                      | ?                    | ?                    |
|             | يونسكو                                      | 16 يوليو 1976        | 11 أكتوبر 1976       |

## وصلات خارجية
- موقع وزارة الخارجية السورينامية
- موقع وزارة الخارجية الموزمبيقية